# Cornelius Sim
Cornelius Sim DD (16 de setembre de 1951 - 29 de maig de 2021) va ser un prelat de l'Església Catòlica que va servir com a vicari apostòlic de Brunei des de 2004 fins a la seva mort. Anteriorment havia servit com a prefecte apostòlic de Brunei entre 1997 i 2004.
Sim va ser el primer graduat del programa de discerniment sacerdotal de la Universitat Franciscana de Steubenville a ser ordenat al sacerdoci. El papa Francesc el va elevar al rang de cardenal el 28 de novembre de 2020, convertint-lo en el primer cardenal del país i de l'illa de Borneo.

## Primers anys
Sim va néixer a Seria, Brunei, el 16 de setembre de 1951. Era el més gran de sis fills de Lawrence Sim i Monica Yeo, i els seus avis van ser els primers catòlics del seu poble. Era d' ascendència xinesa i dusunica. Es va criar catòlic i es va educar a escoles catòliques, però va practicar menys la seva fe a mesura que va arribar a l'edat adulta.
Sim va obtenir un títol d'enginyer a la Universitat de Dundee a Escòcia. Després d'això, va deixar de practicar la seva fe. Va treballar en les operacions de serveis públics de Brunei LNG, una empresa conjunta entre el govern de Brunei, la Royal Dutch Shell i Mitsubishi, de 1978 a 1985; va passar alguns d'aquests anys treballant a l'estranger. Tornant a Brunei, va redescobrir la seva fe catòlica i es va apropar a un grup carismàtic que minimitzava la doctrina i posava èmfasi en les relacions personals amb Déu. Va obtenir un màster en teologia a la Universitat Franciscana de Steubenville, Ohio, el 1988. Va tornar a Brunei el 1988 i va servir com a administrador a l'església de St John, Kuala Belait fins a la seva ordenació com a diaca el 28 de maig de 1989.

## Ministeri presbiteral
Sim va ser ordenat prevere el 26 de novembre de 1989. Es va convertir en el primer sacerdot local del país. Va ser nomenat vicari general de Brunei el 19951995, que en aquell moment formava part de la diòcesi de Miri a Malàisia. Després que Brunei fos separat de Miri per formar la Prefectura Apostòlica de Brunei, el Papa Joan Pau II va nomenar Sim prefecte apostòlic el 21 de novembre de 1997. Va ser instal·lat allí el 23 de febrer de l'any següent.

## Ministeri episcopal
El papa Joan Pau II va elevar la prefectura de Brunei a l'estatus de vicariat i va nomenar Sim primer vicari apostòlic de Brunei i bisbe titular de Putia a Numídia el 20 d'octubre de 2004. Va rebre la seva consagració episcopal el 21 de gener de 2005 de mans de l'arquebisbe Salvatore Pennacchio a l'església de Nostra Senyora de l'Assumpció de Bandar Seri Begawan. Els co-consagradors van ser John Ha Tiong Hock, arquebisbe de Kuching i Anthony Lee Kok Hin, bisbe de Miri. Va demanar que la seva ordenació es fes a Brunei més que a Roma, perquè hi poguessin participar els fidels locals.
El 25 d'octubre de 2020, el papa Francesc va anunciar que l'elevaria al rang de cardenal en un consistori previst per al 28 de novembre de 2020. Va ser el primer cardenal del país. Sim va continuar acreditant les seves arrels carismàtiques com a base de la seva fe, permetent que el moviment s'hagi "domesticat adequadament, potser per una bona raó". No va assistir al consistori de Roma a causa de les restriccions de viatge relacionades amb la pandèmia de la COVID-19. Esperava rebre els símbols del seu nou rang quan el nou delegat apostòlic a Brunei, l'arquebisbe Wojciech Załuski, podria viatjar per ocupar el seu càrrec. En aquell consistori, el papa Francesc el va nomenar cardenal prevere de San Giuda Taddeo Apostolo. El 16 de desembre de 2020, va ser nomenat membre de la Congregació per al Clergat. El seu capel vermell i l'anell de cardenal van ser enviats a Brunei en una data posterior després del consistori. Malgrat una cobertura calmada de la seva elevació, ja que no va assistir al consistori, Sim encara reconeixia que el seu nomenament al cardenal era un signe de reconeixement mundial de la comunitat cristiana de la nació en general. En el seu informe oficial de 2021, el Departament d'Estat dels Estats Units va informar que nombrosos individus de tota la societat de Brunei havien elogiat l'anunci de l'elevació de Sim com a cardenal.
En el seu discurs final a la seva congregació, va instar el Poble de Déu a Brunei a no "ser espectadors" en la seva absència, sinó a fer visibles les seves aportacions de "temps, talent i tresor".

## Malaltia, mort i llegat
Sim va morir el 29 de maig de 2021 a l'Hospital Memorial Chang Gung (CGMH) de Taoyuan, Taiwan. Tenia 69 anys i va patir una aturada cardíaca. Havia viatjat a Taiwan per al tractament del càncer. La seva mort va ser àmpliament informada als mitjans de comunicació locals així com als mitjans de comunicació catòlics d'arreu del món. Després de la seva mort, els prelats de les diòcesis veïnes de la regió del sud-est asiàtic, així com els dignataris estatals de Brunei, van fer-li homenatges. Parlant sobre la mort de Sim, l'arquebisbe de Kuala Lumpur Julian Leow va dir: "Brunei ha perdut un dels seus fills il·lustres, la Conferència Episcopal, un estimat germà i l'Església, un príncep." L'ambaixada dels Estats Units a Brunei va expressar la seva "profunda tristesa" per la mort del "líder carismàtic" Cardenal Sim.
El dia de la mort de Sim, el Papa Francesc va enviar un telegrama de condol elogiant el "servei generós" de Sim al Vicariat Apostòlic de Brunei i a la Santa Seu, alhora que expressava la seva tristesa en conèixer la mort del cardenal i expressava la seva solidaritat amb la seva família. així com el clergat i els fidels de Brunei.
El Vicariat Apostòlic de Brunei va suspendre totes les activitats de l'església a tot el país excepte les misses durant dues setmanes per observar un període de dol pel difunt cardenal mentre el seu cos tornava a Brunei, des de Taiwan.
El 14 de juny de 2021 es va celebrar una vetlla per al difunt cardenal a l'església de Nostra Senyora de l'Assumpció, la parròquia que va albergar la seva catedral a la capital de Brunei, amb 4 misses aquest dia: una a les 9 del matí, la següent. a les 14 h, un altre a les 18 h i un últim, que es va fer en iban a les 21 h. L'endemà, 15 de juny, es va celebrar un rèquiem a les 9 del matí i el seu cos va ser traslladat a través de Brunei a totes les altres parròquies perquè les congregacions presentessin el seu darrer homenatge, abans de ser enterrat a in Kuala Belait. Entre els assistents al funeral hi havia membres del cos diplomàtic de Brunei, així com representants d'altres esglésies cristianes i personatges destacats de la comunitat local
El 5 de setembre de 2021, exactament 100 dies després de la mort de Sim, el Christian Institute for Theological Engagement (CHRISTE) va anunciar el nomenament del primer professor del cardenal Cornelius Sim, el reverend diaca Prof. Dr Sherman Kuek. La missió principal de la càtedra és facilitar la recerca sobre el diàleg teològic i interreligiós. La data fixada per al nomenament oficial va ser el 16 de setembre de 2021, corresponent al 70è aniversari del naixement de Sim.
El Dia de Tots els Difunts del novembre de 2021, el papa Francesc va celebrar una missa al tron de Sant Pere a la basílica de Sant Pere de la Ciutat del Vaticà per al repòs de l'ànima de Sim, així com de tots els altres cardenals i bisbes que havien mort a la l'any passat.